# Eriobotrya

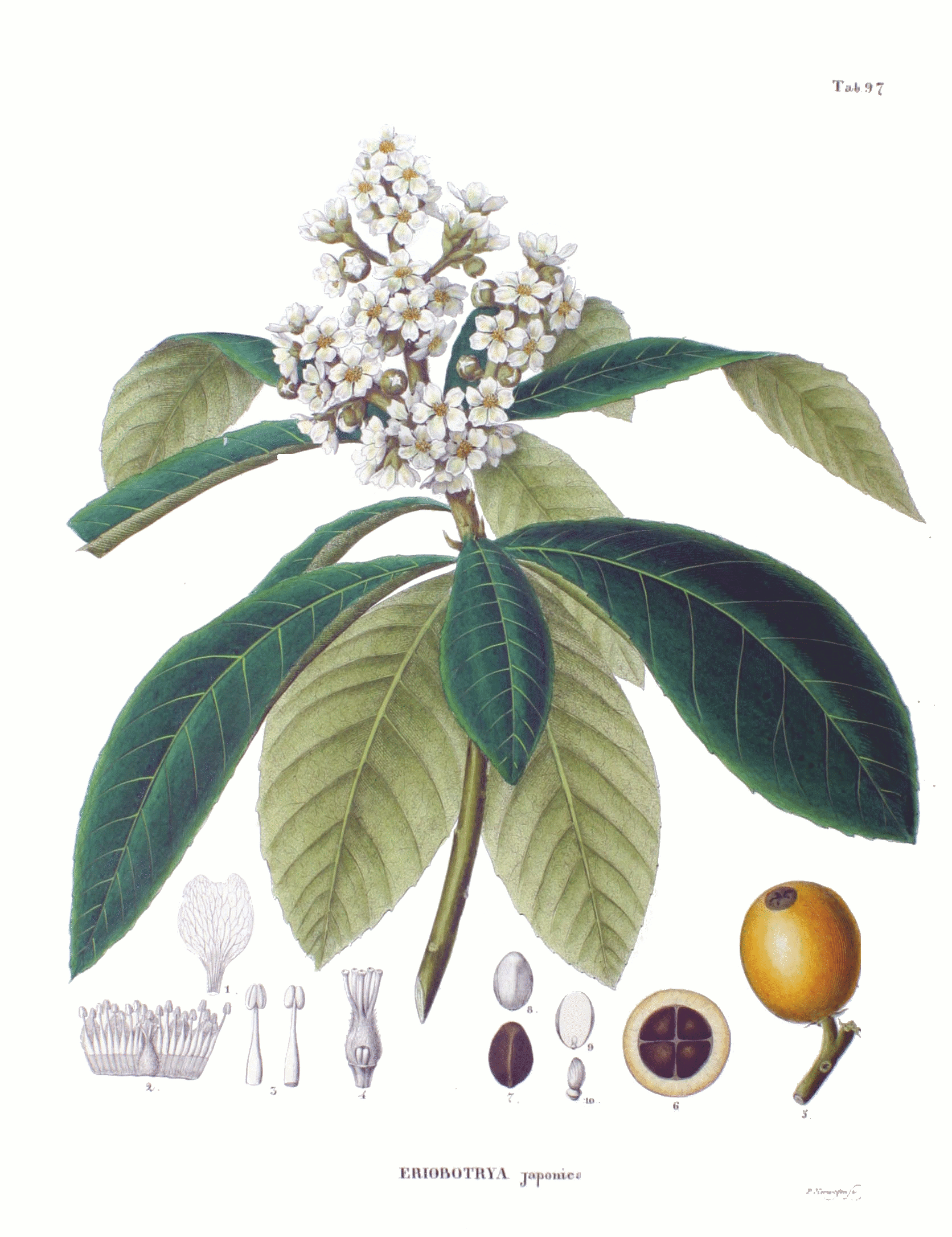
Nesprer japonès (Eriobotrya japonica).

Eriobotrya és un gènere de plantes amb flor de la família de les rosàcies.

## Particularitats
Aquest gènere d'arbres de petita talla inclou el nesprer japonès. La Xina és el lloc del món on es troben més espècies d'Eriobotrya, amb 14 espècies diverses de les quals 3 són endèmiques.

## Taxonomia
N'hi ha entre 26 i 30:
- Eriobotrya bengalensis - nesprer de Bengala
- Eriobotrya cavaleriei
- Eriobotrya deflexa (Hemsl.) Nakai: Syn.: Eriobotrya deflexa var. koshunensis Kaneh. & Sasaki i Photinia deflexa Hemsl..
- Eriobotrya dubia (Lindl.) Decne.: Syn.: Photinia dubia Lindl.
- Eriobotrya elliptica
- Eriobotrya fragrans
- Eriobotrya henryi
- Eriobotrya hookeriana Decne.
- Eriobotrya japonica - nesprer japonès, nespler del Japó
- Eriobotrya malipoensis
- Eriobotrya obovata
- Eriobotrya petiolata Hook. f.
- Eriobotrya prinoides
- Eriobotrya salwinensis
- Eriobotrya seguinii
- Eriobotrya serrata
- Eriobotrya tengyuehensi